# La Rivoluzione alle porte
La Rivoluzione alle porte (francese: Louis XVI, l'homme qui ne voulait pas être roi, inglese: Countdown to Revolution) è un film per la televisione francese del 2011. Il film fu trasmesso in Italia su History Channel nel 2013. Successivamente venne trasmesso su Rai Storia nel programma a.C.d.C. e venne rinominato col titolo Luigi XVI, l'uomo che non voleva essere re.